# 老城桥塔

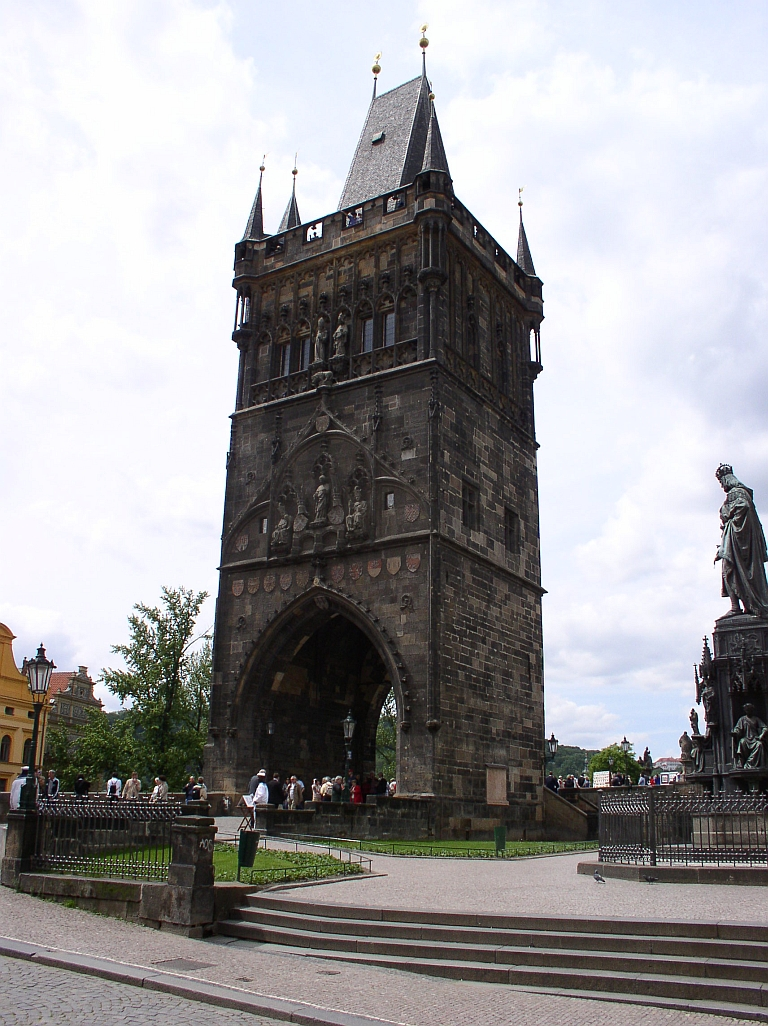
从十字军广场看老城桥塔

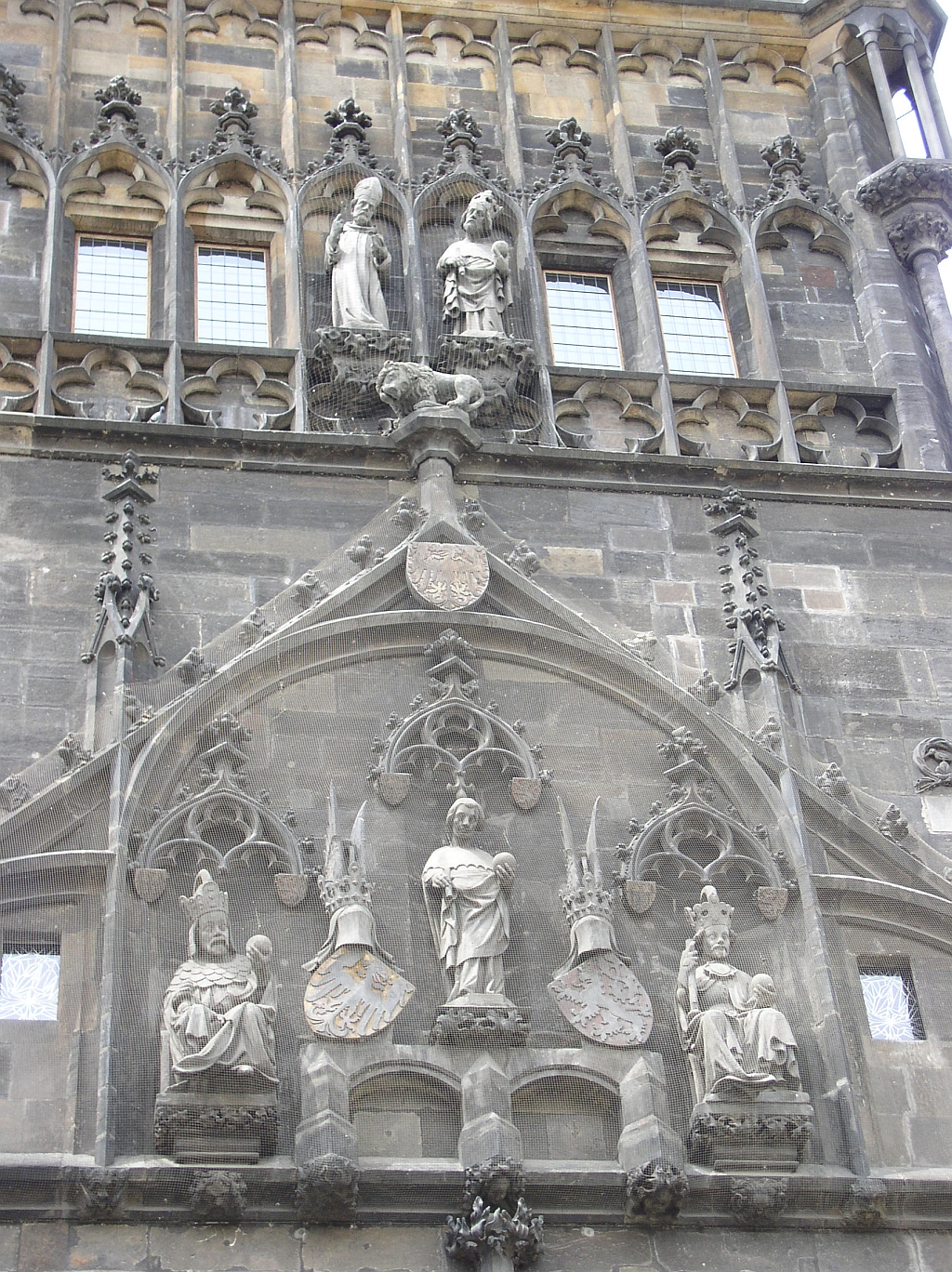
细部

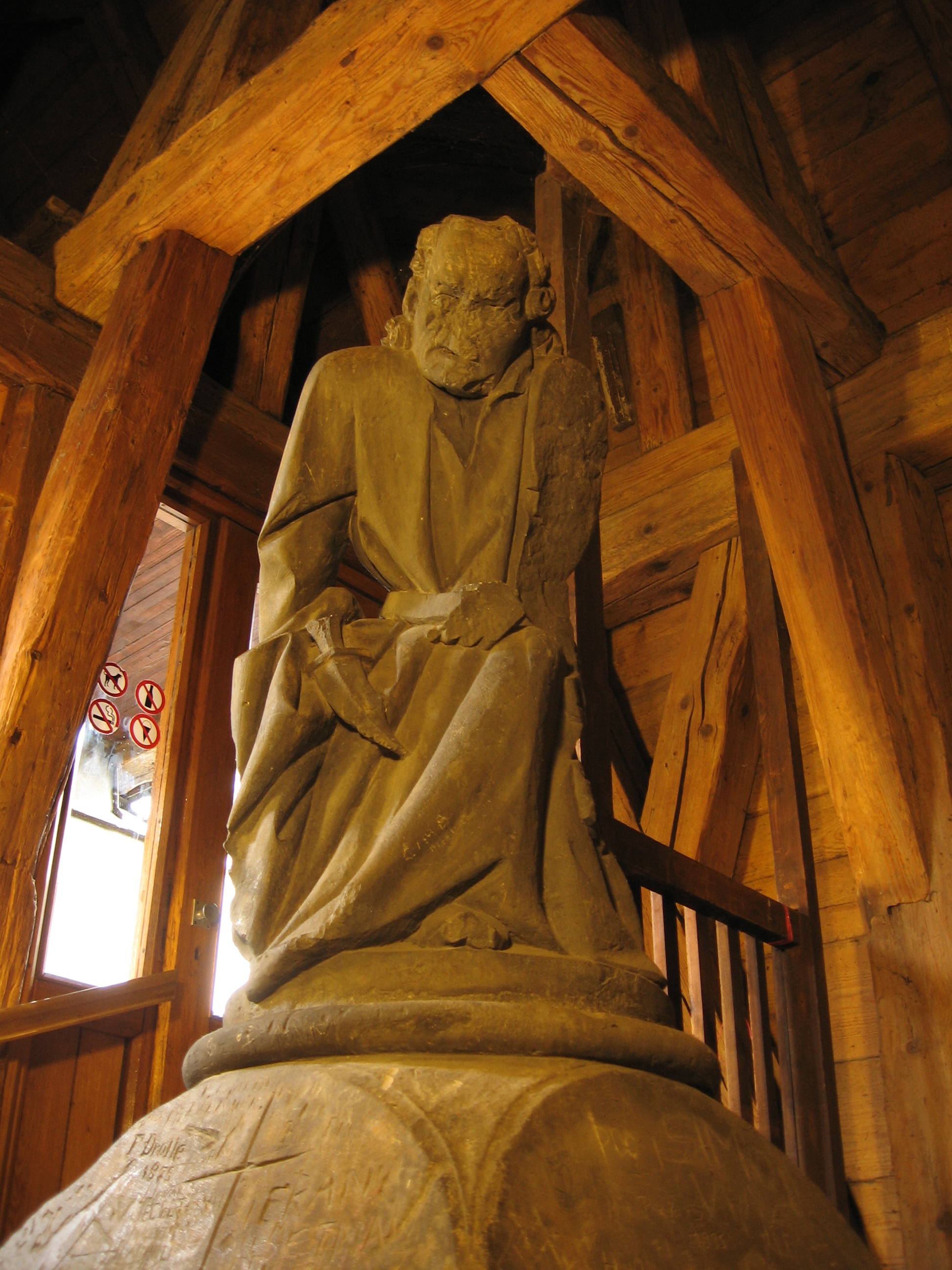
楼梯顶端

老城桥塔（Staroměstská mostecká věž）是位于布拉格老城区，在查理大桥东端进入十字军广场处的一座哥特式塔楼，被视为欧洲最美丽的哥特式建筑之一。。
它是一座哥特式塔楼。该塔不仅用作防御工事，而且是昔日帝王加冕游行路线的必经之路。

## 历史
该塔建可能建于1380年前后。作者是查理大桥的修建者彼得帕尔莱勒（Petrem Parléřem） 。 
老城桥塔在三十年战争结束时，瑞典军队从伏尔塔瓦河西岸对老城进行炮击，使得老城桥塔的面河一侧遭受相当大的破坏。在1848年革命风暴中，老城桥塔再次受损，1874年到1878年，约瑟夫莫克将其修复。
在20世纪，老城桥塔的大多数大型哥特式砂岩雕塑被拆除，安放在宝石国家博物馆。原来的桥塔曾改为钢筋混凝土，2006秋天恢复为砂岩建筑。同年帕尔莱勒的雕像原作齐克芒德和阿德尔伯特代表捷克哥特式艺术参加在纽约的大型展览。
老城桥塔具有相当的艺术历史意义，拥有查理四世，他的儿子文策尔，圣维特，阿德尔伯特和西吉斯蒙德（勃艮第）的雕塑。